# الروضة (ملحان)

تعديل مصدري - تعديل

الروضة هي إحدى قرى عزلة الروضة بمديرية ملحان التابعة لمحافظة المحويت، بلغ تعداد سكانها 316 نسمة حسب تعداد اليمن لعام 2004.